# Птицы большие и малые
«Птицы большие и малые» (итал. Uccellacci e uccellini) — кинофильм режиссёра Пьера Паоло Пазолини, вышедший на экраны в 1966 году.

## Сюжет
Тото и Нинетто, отец и сын, отправляются в путь и сталкиваются в дороге с различными ситуациями, которые метафорически отражают происходящие в послевоенной Италии социально-политические перемены. В пути они встречают говорящего ворона, воплощающего левого интеллектуала времен Пальмиро Тольятти. Ворон пытается объяснить путешественникам, что с ними происходит и куда они должны двигаться, однако безупешно.

## В ролях
- Тото — Тото Инноченти / брат Чичилло
- Нинетто Даволи — Нинетто Инноченти / брат Нинетто
- Феми Бенусси — Луна
- Умберто Бевилакуа
- Ренато Капонья — мошенник
- Ренато Монтальбано — Святой Франциск
- Фламиния Сичилиано
- Лена Лин Соларо
- Джованни Таралло
- Витторио Виттори

## Факты
- Премьера в Италии — 4 мая 1966. Премьера в Америке — 27 июля 1967.
- Фильм принимал участие в конкурсной программе Каннского кинофестиваля.
- Фильм получил две премии «Серебряная лента» Итальянского национального синдиката киножурналистов — за лучшую мужскую роль (Тото) и лучший оригинальный сюжет (Пазолини), а также три номинации: за лучшую режиссуру (Пазолини), сценарий (Пазолини) и музыку (Морриконе).
- В 1988 году на Берлинском МКФ была представлена обновленная версия фильма в 99 минут, куда вошла сцена, ранее не виденная публикой.[источник не указан 608 дней]